# Ciarán Murphy
Ciarán Patrick Murphy (irisch Ciarán Pádraig Ó Murchú; * 30. Mai 1940 im County Wicklow, Irland) ist ein ehemaliger irischer Lehrer und Politiker der Fianna Fáil. Von 1973 bis November 1982 war er Teachta Dála (Abgeordneter) im Dáil Éireann, dem irischen Unterhaus. 

## Leben
Murphy war Lehrer an einer weiterführenden Schule. Bei den Wahlen zum Dáil Éireann 1973 konnte er im Wahlkreis Wicklow einen Sitz erringen. Diesen Sitz konnte er bei den Wahlen 1977, 1981 und Wahlen zum Dáil Éireann Februar 1982 verteidigen. Im Oktober 1982 gehörte er zu den Parteigängern der Fianna Fáil, die die Vertrauensfrage gegen den eigenen Taoiseach Charles J. Haughey stellten (die sog. „Gang of 22“).
Bei den Wahlen im November 1982 verlor er seinen Sitz. Als Desmond O’Malley 1985 die Progressive Democrats gründete, trat Murphy über. Er trat noch einmal bei den Wahlen 1989 an, konnte aber keinen Erfolg erzielen.